# Albert Ayler
Albert Ayler (Cleveland, Ohio, 13 juli 1936 – 25 november 1970) was een Amerikaanse jazzsaxofonist en -componist. 
Ayler wordt gezien als een van de grote namen in de freejazz. Na een vroege ervaring met het spelen van R&B en bebop, begon Ayler muziek op te nemen tijdens het freejazz-tijdperk van de jaren zestig. Sommige critici beweren echter dat hoewel Aylers stijl onmiskenbaar origineel en onorthodox is, deze niet aansluit bij de algemeen aanvaarde kritische opvatting van free jazz.
Aylers vader Edward Ayler speelde als semi-professioneel muzikant saxofoon en viool. Samen speelden ze duetten tijdens kerkdiensten. Na zijn studie aan de John Adams High School ging Albert Ayler naar de Academy of Music in Cleveland, waar hij samen met Benny Miller studeerde. In 1959 ging Ayler met het Amerikaanse leger naar Orléans in Frankrijk, waar hij tot 1961 in de militaire muziekband speelde. Gaandeweg creëerde Ayler zijn eigen stijl. In 1962 verhuisde Ayler naar Zweden, waar hij op de Zweedse en Deense radio in radiosessies speelde. In 1963 bracht hij zijn eerste lp Something Different !!!!!! uit, op het Zweedse label Bird Notes.

## Biografie

### Het vroege leven en carrière
Ayler, geboren in Cleveland, Ohio, kreeg voor het eerst les in altsaxofoon van zijn vader Edward, die een semiprofessionele saxofonist en violist was. Edward en Albert speelden altsaxofoonduetten in de kerk en luisterden vaak samen naar jazzplaten, waaronder jazz uit het swingtijdperk en toen nieuwe bopalbums. Aylers opvoeding in de kerk had een grote invloed op zijn leven en muziek, en veel van zijn muziek kan worden opgevat als een poging om zijn spiritualiteit uit te drukken, waaronder de toepasselijk getitelde Spiritual Unity en zijn album met spirituals, Goin 'Home, dat "meanderende" solo's die bedoeld zijn om te worden behandeld als meditaties op heilige teksten, en op sommige punten als "spreken in tongen" met zijn saxofoon. Aylers ervaring in de kerk en blootstelling aan swingjazzartiesten hadden ook invloed op zijn geluid: zijn brede vibrato was vergelijkbaar met dat van gospelsaxofonisten, die een meer vocaal geluid zochten met hun instrumenten, en dat van koperblazers in swingbands uit New Orleans .
Ayler ging naar de John Adams High School aan de East Side van Cleveland en studeerde in 1954 af op 18-jarige leeftijd. Later studeerde hij aan de Academy of Music in Cleveland bij jazzsaxofonist Benny Miller. Ayler speelde ook hobo op de middelbare school. Als tiener leverde Aylers begrip van bebopstijl en beheersing van standaardrepertoire hem de bijnaam "Little Bird" op, naar Charlie "Bird" Parker, in de kleine Cleveland jazzscene.
In 1952, op 16-jarige leeftijd, begon Ayler bar-walking, toeterende, R & B-stijl tenor te spelen met blueszanger en mondharmonicaspeler Little Walter, en bracht twee zomervakanties door met de band van Walter. In 1958, na het behalen van zijn middelbare school, trad Ayler toe tot het Amerikaanse leger, waar hij overstapte van alt- naar tenorsax en jamde met andere aangeworven muzikanten, waaronder tenorsaxofonist Stanley Turrentine. Ayler speelde ook in de regimentband, samen met de toekomstige componist Harold Budd. In 1959 was hij gestationeerd in Frankrijk, waar hij verder werd blootgesteld aan de krijgsmuziek die een grote invloed zou hebben op zijn latere werk. Na zijn ontslag uit het leger probeerde Ayler werk te vinden in Los Angeles en Cleveland, maar zijn steeds meer iconoclastische spel, dat afstand had genomen van de traditionele harmonie, werd niet verwelkomd door traditionalisten.
Ayler verhuisde in 1962 naar Zweden, waar zijn opnamecarrière begon. Hij leidde Zweedse en Deense groepen op radiosessies en jamde als onbetaald lid van de band van Cecil Taylor in de winter van 1962-63. Het album My Name Is Albert Ayler is een sessie met standaarden die is opgenomen voor een radiostation in Kopenhagen met lokale muzikanten, waaronder Niels-Henning Ørsted Pedersen en drummer Ronnie Gardiner, waarbij Ayler tenor en sopraan speelt op tracks als "Summertime".
- Bibsys: 1043844
- Biblioteca Nacional de España: XX841404
- Bibliothèque nationale de France: cb138909996 (data)
- CiNii: DA16700373
- Gemeinsame Normdatei: 119390744
- International Standard Name Identifier: 0000 0000 7245 5961
- Library of Congress Control Number: n91121096
- Nationale Bibliotheek van Letland: 000341594
- MusicBrainz: b2dcc67a-45f9-4b9f-8221-3da4e0d32491
- Nationale Bibliotheek van Tsjechië: ola2002159283
- Nationale en Universitaire bibliotheek Zagreb: 000115141
- Nederlandse Thesaurus van Auteursnamen: 096104481
- Réseau des bibliothèques de Suisse occidentale: 02-A002954698
- Système universitaire de documentation: 077720814
- Virtual International Authority File: 56795255
- WorldCat: E39PBJgxrcwW6QVKfRkyvT89jC